# Ratu (Surkhet)
Ratu (nep. रतु) – gaun wikas samiti w zachodniej części Nepalu w strefie Bheri w dystrykcie Surkhet. Według nepalskiego spisu powszechnego z 2001 roku liczył on 307 gospodarstw domowych i 1639 mieszkańców (838 kobiet i 801 mężczyzn).